# Рогово (посёлок, Москва)
Рогово — посёлок в Троицком административном округе Москвы (до 1 июля 2012 года в составе Подольского района Московской области). Входит в состав района Вороново.

## Население
| 2002 | 2006  | 2010  |
| ---- | ----- | ----- |
| 1997 | ↗2017 | ↘1984 |

## Расположение
Посёлок Рогово расположен на реке Черничке примерно в 79 км к юго-западу от центра Москвы. Ближайшие населённые пункты — деревни Богородское и Спас-Купля. До посёлка ходят автобусы № 1004 от 5-го микрорайона Северного Бутова (идёт через метро «Бульвар Дмитрия Донского»), № 503 от метро «Тёплый Стан». Автобусы №1028 и № 1050 от станции Подольск Курского направления МЖД.

## История
Находилась на Старой Калужской дороге.
В 1994—2006 годах Рогово было центром Роговского сельского округа.

## Образование
В посёлке находится средняя общеобразовательная школа № 2073 г. Москвы.

## Достопримечательности
- В посёлке находится братская могила советских воинов, погибших в Битве за Москву[4].
- Аллея Славы полководцев армии Кутузова. В том числе монумент российскому генерал-лейтенанту норвежского происхождения, герою войны 1812 года Карлу Багговуту (установлен в декабре 2012 года)[5].

## Русская православная церковь
Построен храм в 2020 году.